# Sân bay quốc tế Winnipeg James Armstrong Richardson
Sân bay quốc tế Winnipeg James Armstrong Richardson (còn gọi là Sân bay quốc tế Winnipeg hoặc chỉ đơn giản là sân bay Winnipeg) (IATA: YWG, ICAO: CYWG) là một sân bay quốc tế nằm ở 2000 Wellington Avenue, Winnipeg, Manitoba, Canada. Đây là sân bay bận rộn thứ bảy tại Canada bởi lưu lượng hành khách thông qua 3,7 triệu lượt khách trong năm 2014, với số chuyến bay bận rộn thứ 11 Canada. Đây là một trung tâm dành cho các hãng hàng không chở khách Calm Air và Perimeter Airlines, và vận tải hàng hóa Cargojet.

## Hãng hàng không và điểm đến

### Hành khách
| Hãng hàng không    | Các điểm đến |
| ------------------ | --- |
| Air Canada         | Montréal–Trudeau, Toronto–Pearson, Vancouver Seasonal: Cancún |
| Air Canada Express | Calgary, Ottawa, Vancouver |
| Bearskin Airlines  | Red Lake, Sioux Lookout |
| Calm Air           | Churchill, Flin Flon, Gillam, Rankin Inlet, Sanikiluaq, The Pas, Thompson |
| Delta Connection   | Minneapolis/St. Paul |
| Flair Airlines     | Toronto–Pearson, Vancouver Seasonal: Calgary Edmonton |
| Perimeter Aviation | Cross Lake, Deer Lake (ON), Garden Hill, Gods Lake Narrows, Gods River, Lac Brochet, North Spirit Lake, Norway House, Oxford House, Pikangikum, Red Sucker Lake, Sachigo Lake, St. Theresa Point, Sandy Lake, Shamattawa, Sioux Lookout, Thompson, York Landing                                       |
| Porter Airlines    | Ottawa, Toronto–Pearson |
| United Express     | Chicago–O'Hare, Denver |
| WestJet            | Atlanta, Calgary, Edmonton, Ottawa, Toronto–Pearson, Vancouver Seasonal: Cancún, Fort Lauderdale, Halifax, Huatulco, Kelowna, Las Vegas, Liberia (CR) (begins December 19, 2025), Nashville, Orlando, Palm Springs, Phoenix–Sky Harbor, Puerto Vallarta, St. John's (NL), San José del Cabo, Victoria |
| WestJet Encore     | Regina, Saskatoon, Thunder Bay |

### Hàng hóa
| Hãng hàng không  | Các điểm đến |
| ---------------- | --- |
| Cargojet Airways | Calgary, Cincinnati, Edmonton, Hamilton (ON), Iqaluit, Montréal–Mirabel, Regina, Saskatoon, Thunder Bay, Vancouver |
| DHL Aviation     | Cincinnati, Milwaukee                                                                                              |
| FedEx Express    | Calgary, Edmonton, Indianapolis, Memphis, Thunder Bay, Toronto–Pearson, Vancouver                                  |
| FedEx Feeder     | Fargo |
| SkyLink Express  | Regina, Saskatoon                                                                                                  |
| UPS Airlines     | Fargo, Louisville, Minneapolis/St. Paul                                                                            |